# Mauzoleum Gülüstan
Mauzoleum Gülüstan – grobowiec w Culfa w zachodnim Azerbejdżanie. Zbudowany w 1162 roku na podstawie projektu architekta Ajami Nakhchivani. Obiekt został zgłoszony w 1998 roku na Listę światowego dziedzictwa UNESCO.

## Architektura
Mauzoleum zostało zbudowane z czerwonego piaskowca. Jego konstrukcja wyróżnia się dwunastoma fasetami pokrytymi bogatymi i skomplikowanymi, ale niezwykle delikatnymi ornamentami geometrycznymi. Górna część mauzoleum była ozdobiona ornamentalną siatką. W północnej części mauzoleum znajduje się otwór prowadzący do jego podziemnej części. Wewnętrzna część mauzoleum nie posiada żadnych zdobień.